# Waleria Suzin

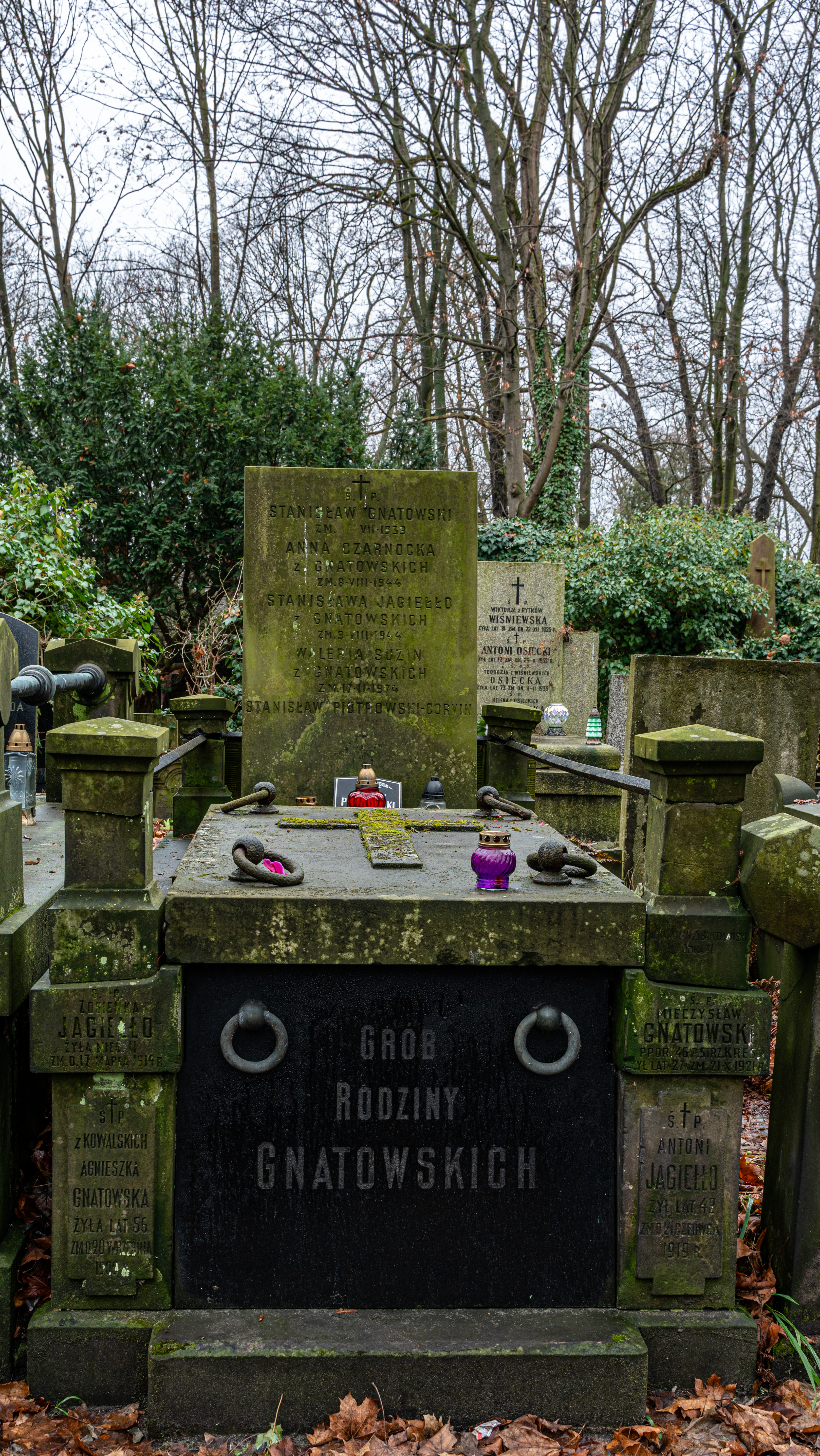
Grób Walerii Suzin na cmentarzu Powązkowskim

Waleria Suzin z domu Gnatowska (ur. 14 kwietnia 1883 w Warszawie, zm. 17 lutego 1974 tamże) – polska tancerka.

## Życiorys
Wychowywała się w rodzinie Stanisława i Agnieszki z Kowalskich. Miała troje rodzeństwa – Mieczysława (oficer Wojska Polskiego, zm. 1921), Annę i Stanisławę (zmarły w 1944). W 1892 wstąpiła do szkoły baletowej przy Operze Warszawskiej, gdzie kształciła umiejętności pod okiem Jana Walczaka i Rafaela Grassiego. Karierę taneczną rozpoczęła 25 maja 1894 na deskach warszawskiego Teatru Wielkiego w balecie „Zabawa dziecięca”; podczas spektaklu wykonała polkę. W 1899 zakończyła naukę i została członkiem zespołu baletowego Teatru Wielkiego. Koryfejką została 10 lutego 1901. W kolejnych latach była angażowana do takich ról, jak: Lalka Hiszpanka w „Wieszczce lalek” (prawdopodobnie ta rola umożliwiła jej awans na drugą solistkę), Aurora w „Przebudzeniu się Flory”, Aktea w premierze „Eunice”; w 1901 i 1909 tańczyła także w „Jeziorze łabędzim”. W 1909 objęła funkcję primabaleriny. W Teatrze Narodowym zadebiutowała 9 czerwca 1910 w roli aktorskiej. W sztuce Stanisława Dobrzańskiego „Żołnierz królowej Madagaskaru” bez powodzenia zagrała tancerkę Kamillę. W 1911 przyjęto ją do pierwszej grupy warszawskich tancerzy, którzy znaleźli się zespole baletowym Ballets Russes Siergieja Diagilewa. Z tym zespołem odwiedziła Monte Carlo, Paryż, Londyn i Rzym. W 1912 kontynuowała współpracę z Teatrem Wielkim jako solistka, ponadto znalazła zatrudnienie w Teatrze Nowości, grając tam w wielu widowiskach muzycznych. W polskiej prapremierze „Szeherezady” w 1913 tańczyła partię Zobeidy, o której krytycy wypowiadali się entuzjastycznie. Poszukiwała ról, które umożliwiały pokaz jej umiejętności taneczno–aktorskich.
W 1915 zagrała w filmie fabularnym „Żona” u boku Poli Negri, Władysława Szczawińskiego, czy Wojciecha Brydzińskiego. Prezentowała swoje umiejętności na deskach kabaretów Dolina Szwajcarska (1916), Miraż (1917–1921) i Sfinks (1919). W latach 1917 i 1918 występowała w Niemczech, w 1919 we Francji, a rok później w Anglii. W 1920 i 1921 zatańczyła w poznańskim Teatrze Wielkim kolejno w balecie „Żart Amora” i „Coppelia”.
24 lipca 1922 poślubiła Bronisława Suzina (1883–1972), brata Adama Ewarysta, Augusta i Leona Marka. Zarzuciła karierę baletową, choć jeszcze w roku 1923 widniała na liście Związku Artystów Scen Polskich jako „tancerka pozafiliana”, a Teatr Wielki w 1927 uznawał ją nadal za solistkę w zespole baletowym prowadzonym przez tę instytucję. Po II wojnie światowej, przynajmniej do początku lat 50., prowadziła lekcje tańca scenicznego. Była członkiem ZASP, Stowarzyszenia Polskich Artystów Teatralnych i Filmowych oraz Związku Zawodowego Pracowników Sztuki i Kultury. Pochowana jest w rodzinnym grobowcu Gnatowskich na Starych Powązkach (kwatera 74–I–25).
Jej synem był Stanisław Piotrowski–Corvin (1916–1994), który pochodził z jej związku przedmałżeńskiego. Bronisław i Waleria nie mieli dzieci.